# Анатолійський біогеографічний регіон

Біогеографічні регіони Європи й Туреччини: арктичний, бореальний, атлантичний, континентальний, альпійський, паннонський, середземноморський, макаронезійський, степовий, чорноморський та анатолійський регіони

Анатолійський біогеографічний регіон — це біогеографічний регіон Туреччини за визначенням Європейської агенції довкілля.

## Обсяг
Анатолійський біогеографічний регіон охоплює внутрішні та східні частини Анатолії та виключає прибережні райони уздовж Чорного та Середземного моря. До її складу входять Центральне Анатолійське плоскогір'я, Понтійські й Таврські гори та Північна Месопотамія. Це область нещодавно складених гір, утворених з осадових порід від палеозою до четвертинного періоду (541 Ma). Район геологічно нестабільний і дуже схильний до землетрусів. Середня висота близько 900 метрів над рівнем моря з перетнутим рельєфом, що оточує райони пологих або рівнинних земель. Головні річки – Євфрат, Тигр, Кизилирмак і Сакар'я. Площа — 450 000 км².

## Середовище
На більшій частині території випадає низький рівень опадів. Існують великі перепади температур між літом і зимою. Червоні та сіро-бурі підзолисті ґрунти поряд з бурими лісовими ґрунтами представляють найпоширенішу групу ґрунтів. Цей регіон забезпечує біогеографічний перехід між Європою та Азією та є домом для кількох ссавців, які походять із Північної Африки чи Азії. Існує багато ендемічних видів флори, пристосованих до умов ксерофітного та солоного степу. Загрози для біорізноманіття включають сільське господарство, надмірний випас, екзотичні види, дамби та дренажні проєкти.

## Види

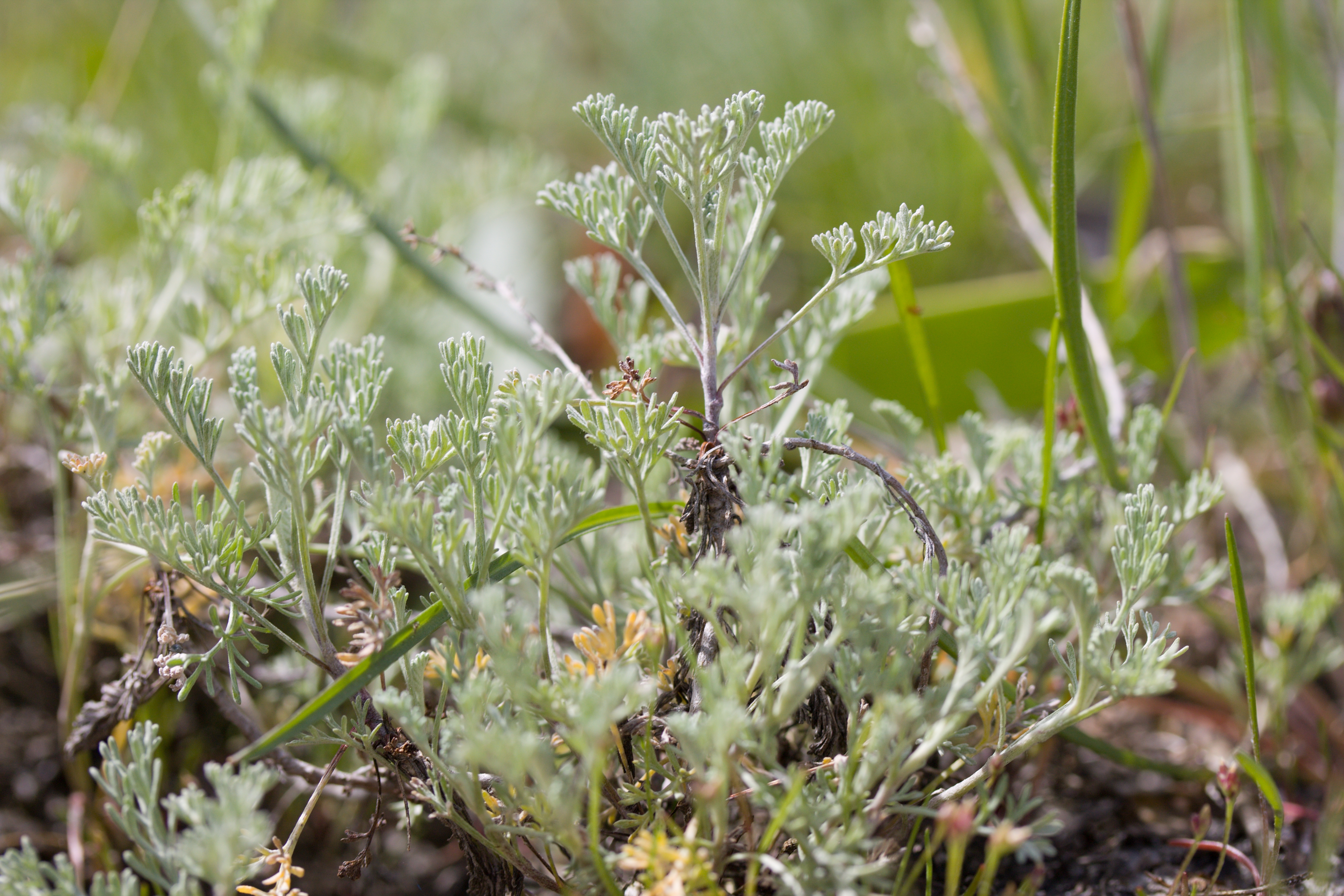
Artemisia santonicum — типова рослина анатолійського степу

### Рослинність
Степові місця проживання представляють основну природну рослинність регіону. Однак значна частина степів була перетворена на орні землі або перебуває під значним тиском через надмірне випасання худоби. Можна виділити два різні типи первинних степів: степи з домінуванням ксерофітних видів і солончаки. Характерним видом рослин сухого, глибоко ґрунтованого рівнинного степу басейну Конья на заході є полин Artemisia santonicum. A. santonicum має панування 50–60 % і може виростати до 20–40 см. Проте біомаса сучасних полинових степів, як правило, дуже низька через надмірне випасання худоби, що також призводить до зменшення різноманіття видів. З A. santonicum утворює асоціації багато видів, наприклад, Thymus sipyleus і Bromus tectorum. Степи на південному сході мають напівпустельний характер з деякими типовими рослинами, такими як Artemisia herba-alba, Eryngium billardierei і Salvia spinosa.
Рослинність гірських степів за видовим різноманіттям і складом відрізняється від рівнинних. На мілкоґрунтових горах, які страждають від надмірного випасу та ерозії, в місцях проживання колючих чагарників переважають види родів Astragalus й Acantholimon. Onobrychis cornuta — характерний вид гірського степу на північних схилах Таврських гір, звернених до басейну Конья. Деякі приклади найважливіших видів рослин, які використовуються для випасу в гірському степу, — Thymus sipyleus, Bromus tomentellus, Hedysarum pestalozzae та Globularia orientalis.
У Центральній Анатолії й на Ігдірській рівнині є великі території солоного степу. У цих районах переважають види родин Chenopodiaceae і Plumbaginaceae. Солоні степи та болота басейну Коньї, особливо в районі озера Туз, мають дуже високу частку рослинного ендемізму. Gladiolus halophilus, Acantholimon halophilum, Hypericum salsugineum і Taraxacum mirabile — приклади ендемічних видів. Дренажні та зрошувальні схеми, створені останніми роками, вимили ці території та перетворили їх на орні землі. У кількох місцях, куди закачують ґрунтові води для поливу, найпоширенішою культурою став солестійкий цукровий буряк. Солоні степи також використовують для випасу худоби, хоча й не так інтенсивно. Проте в басейні Коньї все ще залишаються величезні території незайманого солоного степу.
Вторинні степи, створені розчищенням та/або випасанням колишніх чагарників або лісових ділянок, охоплюють решту Центральної Анатолії та значну частину Східної Анатолії з вкрапленнями залишків видів Quercus, Pinus та Juniperus.

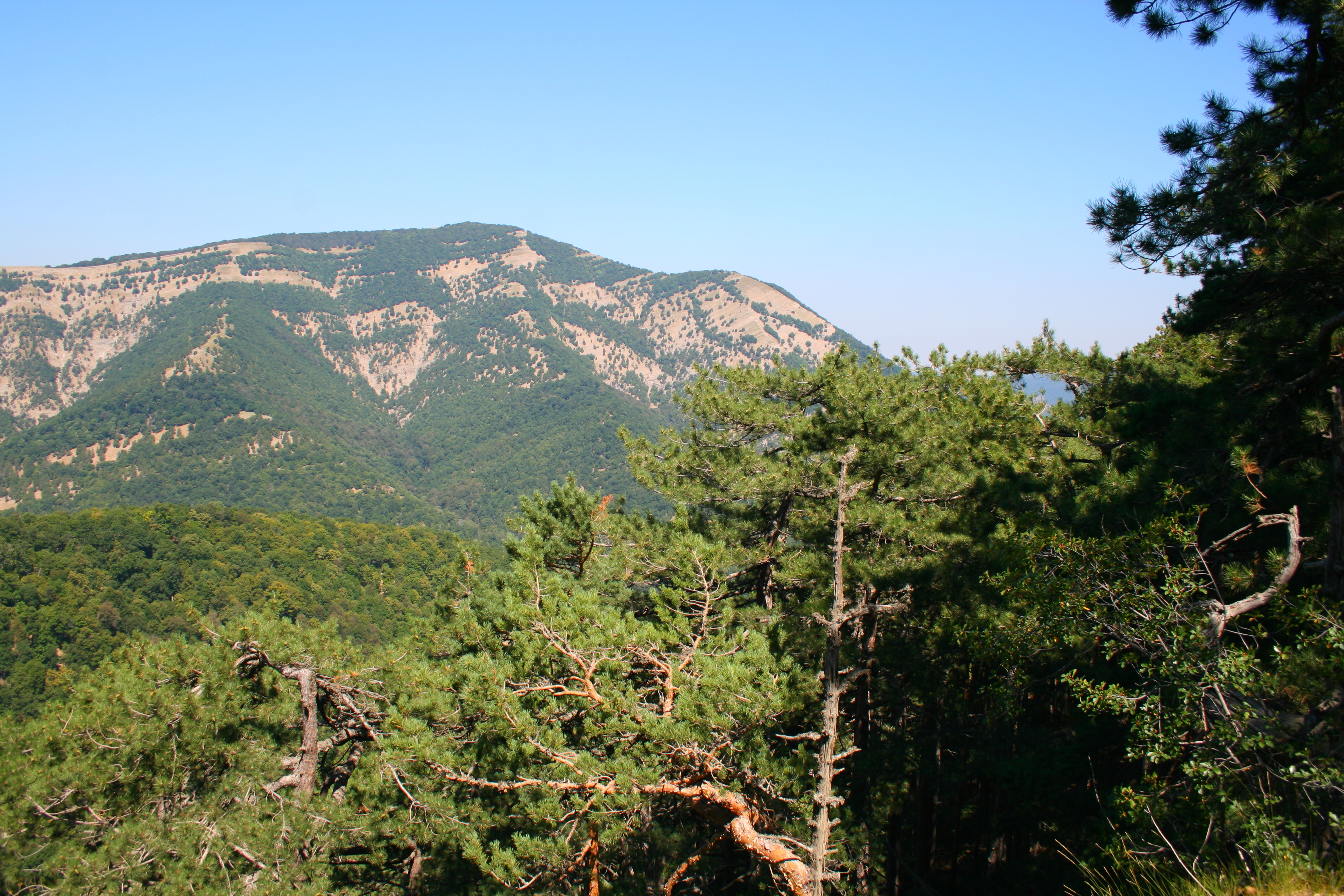
Сосна Палласа (Pinus nigra pallasiana) — типова рослина анатолійського лісу

Лише 4 % території області вкриті лісами, які зустрічаються переважно на сході на нижніх схилах гір. На півночі Анатолії відносно вологий клімат відбивається переважно мезофітною рослинністю, що характеризується листяними лісами, в основному переважають дуби. Ліси з сосною Pinus nigra ssp. pallasiana та сосною звичайною простягаються переважно в перехідній зоні до Чорноморського регіону, а насадження перших зустрічаються також локально на півдні Центральної Анатолії. Сосна Палласа хоча й утворює деякі чисті насадження, де клімат континентальніший, він має тенденцію утворювати змішані консорціуми: напр., у західній Анатолії зустрічається в суміші з P. brutia, видами Quercus, Juniperus і Abies equi trojana. На вищих гірських схилах навколо лінії дерев сосна Палласа утворює розріджені змішані ліси з видами Juniperus. Ці ліси також містять багато видів, характерних для степової рослинності (наприклад, Pyrus elaeagrifolia, Prunus spinosa, видами Crataegus) і багато трав'янистих видів у підстилі. Ліси, що складаються з сосен групи Pinus sylvestris, переважно входять до Pinus sylvestris ssp. hamata, зустрічаються в Понтійському хребті на півночі Анатолії. Ліси із середземноморськими елементами, такими як Cedrus libani та Abies cilicica, є в районі, що оточує озеро Бейшехір, у західній Анатолії.
Водно-болотні угіддя численні й варіюються від содових до вулканічних озер. Озера, як правило, є замкнутими системами басейнів, оточені великими очеретами й зазвичай живляться невеликими струмками. Найбільше озеро в регіоні — озеро Ван, содове озеро площею 390 000 га. Єдина риба, яка може вижити в солонуватих водах озера Ван — Alburnus tarichi. Річки Євфрат і Тигр утворюють важливі прибережні місця проживання в східній і південно-східній Анатолії з великими заплавами. Характерними рисами є чагарник Tamarix, також Populus. Кілька видів афротропічного та східного походження потрапили в анатолійський регіон за течією цих річок. І внутрішні водно-болотні угіддя, і прибережні місця проживання в регіоні перебувають під критичною загрозою: сучасні тенденції до осушення водно-болотних угідь та будівництва великомасштабних водосховищ на Євфраті та Тигрі можуть призвести до зникнення багатьох видів та місць існування, обмежених лише цією частиною регіону. Водно-болотні угіддя Анатолії мають міжнародне значення через популяції птахів та ендемічних риб.

### Тваринний світ

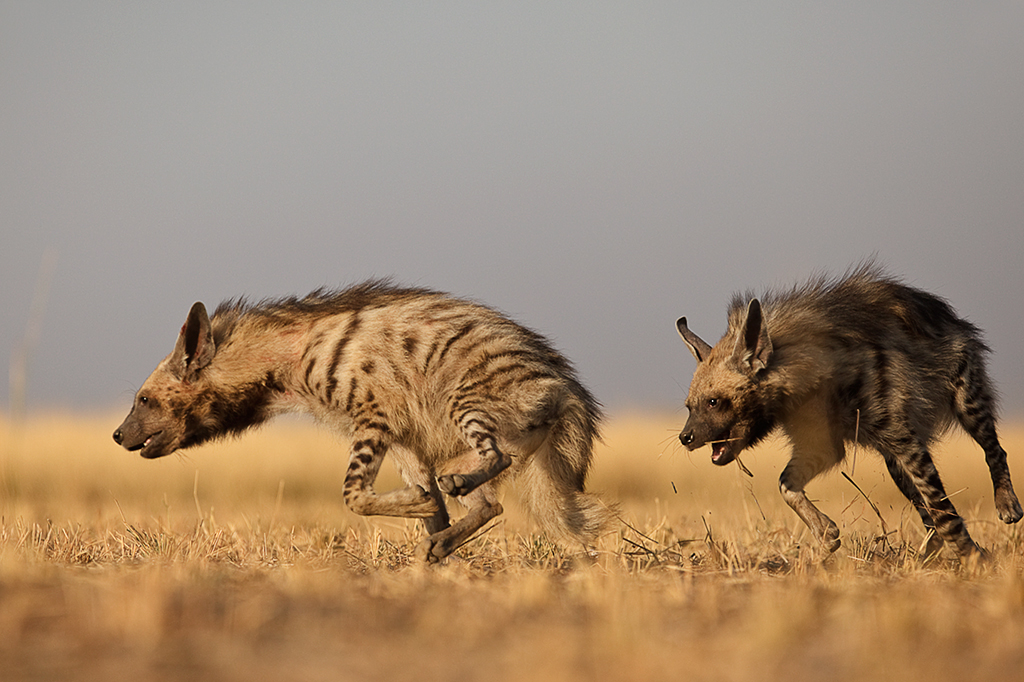
Гієна смугаста (Hyaena hyaena) — трапляється на півдні регіону

Інформація про фауну регіону дуже обмежена, особливо щодо безхребетних. Різноманітність безхребетних (переважно комах) дуже велика завдяки винятковому багатству рослин. Точної оцінки кількості безхребетних тварин немає, хоча передбачається, що вона становить не менше 30 000 видів.
У регіоні зареєстровано приблизно 95 видів ссавців. З них 31 мають азійське або північноафриканське походження і не трапляються у Європі. Ряд видів, що мають особливе значення для цього біогеографічного регіону — це кріт Talpa davidiana, гієна Hyaena hyaena, джейран (Gazella subgutturosa) та вівця Ovis aries. Лише в цьому регіоні й у прилеглій частині Середземномор'я зустрічаються Felis chaus, Panthera pardus, Herpestes ichneumon. Соня Dryomys laniger — невеликий вид ссавців, ендемічний для Анатолії, що живе на висоті понад 2000 м на горі Тавр. Багато з цих видів стали дуже рідкісними з 1970-х років. Вони перебувають під загрозою зникнення і, ймовірно, зникнуть через одне-два десятиліття, якщо терміново не вжити заходів щодо збереження. Panthera pardus востаннє в Туреччині зафіксували в 1992 році. Panthera tigris вимер у цьому регіоні наприкінці 1970-х років.
Що стосується птахів, то в анатолійському регіоні регулярно зустрічається 360 видів. Вони включають багато видів, що перебувають під загрозою глобальної загрози, та видів, що становлять європейське занепокоєння. Прикладами глобально загрожених видів, що розмножуються в цьому регіоні, є пелікан Pelecanus crispus, чирок Marmaronetta angustirostris, орел Aquila heliaca, пустельга Falco naumanni, Crex crex і Otis tarda. Деякі з анатолійських птахів не трапляються в Європі: Ammoperdix griseogularis, Charadrius leschenaultii, Bucanetes mongolicus. Популяції великої кількості видів, особливо тих, які пов’язані з прибережними місцями проживання, скорочуються з загрозливою швидкістю через будівництво великомасштабних водойм на Євфраті та Тигрі. Заплави в регіоні є місцем розмноження багатьох рідкісних видів птахів, включаючи Grus і Anthropoides virgo. Інші важливі види європейського занепокоєння в основному пов'язані з вищими частинами гір: Tetraogallus caspius і Prunella ocularis.

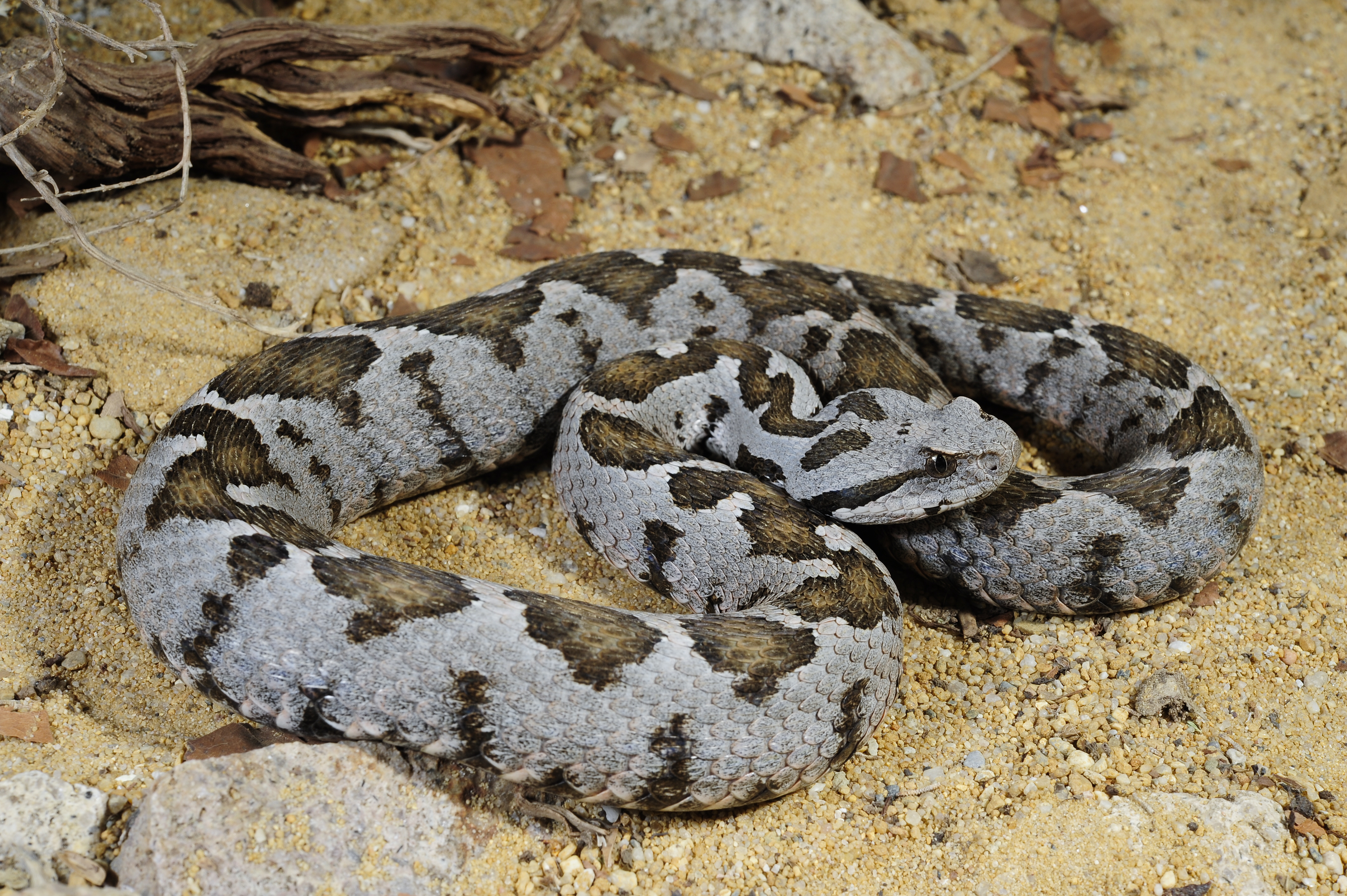
Гадюка османська (Montivipera xanthina) — ендемік Туреччини

У регіоні проживає 14 видів амфібій і 81 плазунів. ≈ 30 з них мають азійське походження, включаючи трьох ящірок, які є ендемічними для анатолійського регіону: Eremias suphani, Darevskia bendimahiensis і Darevskia sapphirina. Прибережна гадюка Vipera xanthina є ендеміком Туреччини, що зустрічається в цьому регіоні та в прилеглій частині Середземноморського регіону. Ареали багатьох рідкісних видів обмежені Північною Месопотамією та районом Ігдір/Ван. Світова популяція черепахи Rafetus euphraticus обмежується річками Євфрат і Тигр, які підлягають спорудженню великомасштабних дамб. 
Є 85 видів риб, 40 з яких більше в жодному біогеографічному регіоні не зустрічаються. Шістнадцять (напр., Alburnus akili в озері Бейшехір і Alburnus heckeli в озері Хазар) з цих 40 видів є ендемічними для водно-болотних угідь Анатолії, і багато з них знаходяться під критичною загрозою через інтродукцію чужорідних видів, таких як судак Sander lucioperca. Серед не ендеміків ареали 21 виду риби обмежуються басейнами Євфрату та Тигру, і їхнє виживання в регіоні знаходиться під серйозною загрозою.